# Провинција Хјуга
Хјуга (јап. 日向国) је једна од 66 историјских провинција Јапана, која је постојала од почетка 8. века (закон Таихо из 703. године) до Мејџи реформи у другој половини 19. века. Хјуга се налазила на источној обали острва Кјушу.
Царским декретом од 29. августа 1871. све постојеће провинције замењене су префектурама. Територија Хјуге припада данашњој префектури Мијазаки.

## Географија
Хјуга је највећа од девет провинција острва Кјушу. На југоистоку је излазила на Тихи океан. На западу се граничила са провинцијама Осуми, Сацума и Хиго, а на северу са провинцијом Бунго.